# 哈利波特：鳳凰會的密令 (電影)
《哈利波特：鳳凰會的密令》（英語：Harry Potter and the Order of the Phoenix）是《哈利波特》系列電影的第五集，改編自作家J.K.羅琳的小說《哈利波特－鳳凰會的密令》。導演是大衛·葉斯。劇本由迈克尔·戈登堡撰寫，取代了前四集的撰寫者史提夫·克羅夫斯。發行公司华纳兄弟影业規劃不論是在傳統電影院或IMAX電影院裏，《哈利波特－鳳凰會的密令》率先於2007年7月11日在香港和台灣上映，英國則於2007年7月12日上映，而美國則是在2007年7月13日。這部電影於2006年11月底完成了拍攝。電影的幕後製作在接下來的幾個月裏進行。
羅琳在2006年12月19日時在她的網站上寫她收到了一個非常好看的20分鐘電影預告片。而當她看到了電影的最後作品時，她宣稱它是最好不過的了。羅琳與其他作家不同，一直都支持電影公司改編原著小說而躍上大螢幕。

## 劇情
哈利波特、榮恩·衛斯理與妙麗·格蘭傑成了霍格華茲魔法與巫術學院的五年級生。巫師社會一直不去理會哈利與霍格華茲校長阿不思·鄧不利多，不願相信佛地魔已重生並恢復能力了。巫師社會相信魔法部長康尼留斯·夫子透過預言家日報宣傳哈利與鄧不利多是散佈謊言的瘋子。夫子也指定了一位新的霍格華茲黑魔法防禦術老師－桃樂絲·恩不里居，恩不里居憑藉魔法部對霍格華茲制定的新政令，逐漸使政治介入校務。
恩不里居和魔法部一樣不肯承認佛地魔已經回來了。因此當哈利堅持自己親身經歷的事蹟時，恩不里居罰他留課抄寫，而用的毛筆竟然是會讓字切割進哈利手上血肉的魔力毛筆。
恩不里居拒絕讓學生討論關於佛地魔捲土重來的事情，而且她並沒有教授學生任何實做課程，這令學生感到不安。因此一個違反規矩的地下組織——鄧不利多軍成立了，以哈利為老師敎授其它27位同學黑魔法防禦術，以免遭到佛地魔及食死徒的攻擊。
同時哈利透過他的夢境進入了伏地魔的內心。在一個夢裡，哈利看到了榮恩父親亞瑟在魔法部裡遭攻擊，哈利立刻通知鄧不利多。鄧不利多深信佛地魔和哈利有著有不尋常的連結。哈利因此開始從石內卜教授學習如何“抵抗”外來物侵入他的內心，為的就是防止萬一佛地魔利用兩人之間的連結來操控哈利。學習如何關閉自己的頭腦並不是一件容易的事。學習過程中，哈利不小心潛入石內卜頭腦，看到了他自己父親在霍格華茲學生時期時欺負石內卜的異象。石內卜氣憤地終止了這系列的課程。
哈利開始與鄧不利多軍成員之一的張秋開始一段感情。當張秋洩漏鄧不利多軍的集合地點，這段戀情便結束了。恩不里居逮捕了哈利並帶他去見鄧不利多。鄧不利多告訴她和夫子鄧不利多軍是照著他指示成立。夫子聽到了命令逮捕鄧不利多，但他卻召喚鳳凰佛客使，在一道光裏瞬間從辦公室消失逃離。自此恩不里居全面接掌校務。
哈利因無法關閉它的頭腦，看到了教父天狼星·布萊克在神秘事務司裡被佛地魔折磨，並厲行展開拯救行動。這時卻被恩不里居攔阻，拉去她的辦公室。恩不里居叫石內卜準備吐真劑以便使哈利說出實話，然而石內卜並未照辦，只說她已用完他的存貨來審問學生，這包括了剛好用上最後一瓶的張秋。妙麗這時騙恩不里居進去禁忌森林。恩不里居在那裡侮辱並弄傷一個人馬，結果被拐帶。海格的半弟弟巨人呱啦幫助哈利和妙麗逃走。哈利、榮恩、妙麗及鄧不利多軍成員金妮·衛斯理、奈威·隆巴頓和露娜·羅古德騎乘騎士墜鬼馬飛往魔法部。在神秘事務司預言廳裏，哈利與他朋友發現了一個刻著哈利名字的水晶球。當哈利把它拿起來時，他發現裏頭有著關於佛地魔與他的預言。突然魯休思·馬份與其他食死徒出現。魯休思解釋說天狼星·布萊克根本不在這裡，佛地魔讓哈利看到異象是爲了要得到預言。因爲預言只能由内容裏提到的人才能得到。
食死徒與哈利等朋友在魔法部裡開戰。當擺滿預言的架子開始倒塌時，哈利等朋友逃離到另一個房間。房中間擺著一個用布蓋住的拱道。食死徒緊追不捨，抓到了哈利的朋友。魯休思威脅哈利把預言交出來否則他將殺死哈利的朋友。當魯休思想逃跑時，天狼星·布萊克與其他鳳凰社成員到達現場。魯休思失手，讓水晶球在地上摔破。哈利朋友被釋放，而戰鬥沒有停止。天狼星·布萊克拉哈利到一旁叫他和他的朋友離開，但哈利不肯而留下繼續戰鬥。不久后天狼星·布萊克被他堂姊貝拉·雷斯壯（食死徒）的啊哇呾喀呾啦咒擊中。他向哈利微笑后跌入拱道消失。
哈利緊追貝拉到魔法部一樓大廳，並用咒制服她。哈利頭腦出現一個聲音，慫恿他殺死貝拉。哈利一下子就發現這聲音屬於佛地魔，而他正站在哈利後面。哈利嘗試攻擊他但佛地魔挑飛了哈利的魔杖。此時鄧不利多趕到，並與佛地魔發生戰鬥，在他們倆戰鬥時，讓貝拉逃跑掉。佛地魔入侵了哈利心智，以誘使鄧不利多殺掉哈利。然而最後還是無法得逞。哈利對佛地魔宣告軟弱的人是他不是哈利，他是永遠不懂愛或知道友誼的意義，而哈利為他感到可悲。佛地魔逃跑前說哈利將因爲他内心裡充滿的愛而“失去一切”。
夫子與幾個正氣師在佛地魔快消影時抵達現場。魔法部之後才承認自己謬誤，並開始為鄧不利多和哈利洗冤。鄧不利多後來與哈利討論佛地魔迫切想得到的預言内容。預言説道“他們其中一個得死”。片尾哈利向榮恩、妙麗、金妮、奈威、露娜說他們能愛佛地魔不能愛的，並有他們值得爭取的東西。

## 演員
| 配音                  | 配音                          | 配音                | 配音         | 角色                                         |
| 演員                  | 台灣配音                      | 香港配音            | 大陸配音     | 角色                                         |
| --------------------- | ----------------------------- | ------------------- | ------------ | -------------------------------------------- |
| 丹尼尔·拉德克利夫     | 樓晉揚                        | 張裕東              | 吴磊         | 哈利·波特（Harry Potter）                    |
| 魯伯特·葛林           | 張宇豪                        | 陳祖兒              | 沈达威       | 榮恩·衛斯理（Ron Weasley）                   |
| 艾瑪·華森             | 楊小黎                        | 林寶怡              | 黄莺         | 妙麗·格蘭傑（Hermione Granger）              |
| 海伦娜·博纳姆·卡特    | 丘梅君                        | 郭碧珍              | 王建新       | 貝拉·雷斯壯（Bellatrix Lestrange）           |
| 羅比·科特瑞恩         | 乾德門                        | 周偉強              | 程玉珠       | 魯霸·海格（Rubeus Hagrid）                   |
| 雷夫·范恩斯           | 李香生                        | 周志輝              | 王肖兵       | 伏地魔（Lord Voldemort）                     |
| 邁可·坎邦             | 孫中台                        | 甄錦華              | 乔榛         | 阿不思·鄧不利多（Albus Dumbledore）          |
| 布蘭頓·葛利森         | 徐健春                        | 高翰文              | 王肖兵       | 瘋眼穆敵（Mad-Eye Moody）                    |
| 李查·葛瑞夫斯         | 孫德成                        | 李忠強              | 胡平智       | 弗农·德思礼（Vernon Dursley）                |
| 傑森·艾塞克           | 陳幼文                        | 潘文柏              | 刘家祯       | 卢修斯·马尔福（Lucius Malfoy）               |
| 加里·奧德曼           | 吳文民                        | 龍天生              | 张欣         | 天狼星·布萊克（Sirius Black）                |
| 艾倫·瑞克曼           | 陳旭昇                        | 龔國強              | 刘风         | 賽佛勒斯·石內卜（Severus Snape）             |
| 費歐娜·蕭             | 馮友薇                        | 陳安瑩              | 王建新       | 佩妮·伊万斯·德思礼（Petunia Dursley）        |
| 瑪姬·史密芙           | 崔幗夫                        | 謝月美              | 丁建华       | 米奈娃·麥（Minerva McGonagall）              |
| 伊美黛·史道頓         | 魏晶琦                        |                     | 俞红         | 桃樂絲·恩不里居（Dolores Umbridge）          |
| 大卫·休里斯           | 曹冀魯                        | 高翰文              | 海帆         | 雷木思·路平（Remus Lupin）                   |
| 艾瑪·湯普遜           | 杜素貞                        | 譚錦萌              | 王建新       | 西碧·崔老妮（Sybill Trelawney）              |
| 朱莉·怀特             | 呂佩玉                        | 蘇青鳳              | 王建新       | 莫丽·韦斯莱（Molly Weasley）                 |
| 娜塔莉·提娜           | 魏晶琦                        |                     | 狄菲菲       | 小仙女·東施（Nymphadora Tonks）              |
| 馬克·威廉斯           | 陳進益                        | 李建良              | 余冠廷       | 亞瑟·衛斯理（Arthur Weasley）                |
| 邦妮·赖特             | 薛晴                          | 黃紫嫻              | 詹佳         | 金妮·衛斯理（Ginny Weasley）                 |
| 詹士和奧利弗·菲力普斯 | 何志威（弗雷） 于正昇（喬治） | 陳旭恆（弗雷&喬治） | 海帆（喬治） | 弗雷和喬治·衛斯理（Fred and George Weasley） |
| 汤姆·费尔顿           | 杨英立                        | 陳祖兒              | 翟巍         | 德拉科·马尔福（Draco Malfoy）                |
| 伊凡娜·林奇           |                               | 麥紫筠              | 詹佳         | 露娜·羅古德（Luna Lovegood）                 |
| 馬修·路易斯           | 林美秀                        |                     | 谢添天       | 纳威·隆巴顿（Neville Longbottom）            |
| 迪隆·莫瑞             | 梁興昌                        |                     |              | 西莫·斐尼甘（Seamus Finnigan）               |
| 喬治·哈里斯           | 林谷珍                        |                     | 桂楠         | 金利·俠鉤帽（Kingsley Shacklebolt）          |
| 哈里·梅林             | 謝佼娟                        |                     | 谢添天       | 達力·德思禮（Dudley Dursley）                |
| 梁佩詩                | 薛晴                          | 梁佩诗              | 洪海天       | 張秋（Cho Chang）                            |

## 票房
| 上一届： 《變形金剛》 | 2007年全美週末票房冠軍 7月15日          | 下一届： 《當我們假在一起》 |
| 上一届： 《變形金剛》 | 2007年台北週末票房冠軍 7月15日、7月22日 | 下一届： 《終極警探4.0》    |
| 上一届： 《史瑞克3》  | 2007年香港一週票房冠軍 7月9日－7月22日  | 下一届： 《變形金剛》       |

## 外部連結
- 互联网电影数据库（IMDb）上《哈利波特－鳳凰會的密令》的资料（英文）
- 爛番茄上《哈利波特：鳳凰會的密令》的資料（英文）
- Box Office Mojo上《哈利波特：鳳凰會的密令》的資料（英文）
- Metacritic上《哈利波特：鳳凰會的密令》的資料（英文）
- AllMovie上《哈利波特：鳳凰會的密令》的资料（英文）
- Yahoo奇摩電影上《哈利波特：鳳凰會的密令》的資料（繁體中文）
- 開眼電影網上《哈利波特：鳳凰會的密令》的資料（繁體中文）
- 时光网上《哈利波特：鳳凰會的密令》的資料（简体中文）
- 豆瓣电影上《哈利波特：鳳凰會的密令》的資料 （简体中文）